# Ferulago vesceritensis
Ferulago vesceritensis är en flockblommig växtart som beskrevs av Ernest Saint-Charles Cosson, Michel Charles Durieu de Maisonneuve, Jules Aimé Battandier och Louis Charles Trabut. Ferulago vesceritensis ingår i släktet Ferulago och familjen flockblommiga växter. Inga underarter finns listade i Catalogue of Life.